# Ryan McGowan
Ryan McGowan est un footballeur international australien, né le 15 août 1989 à Adélaïde qui évolue au poste de défenseur central à Livingston FC.

## Biographie
Le 10 janvier 2013, McGowan est transféré au club chinois de Shandong Luneng Taishan pour un montant d'environ 400 000 £.
Le 23 janvier 2015 il rejoint Dundee United. 
Le 26 janvier 2018, il rejoint Bradford City.
Le 31 janvier 2019, il rejoint Dundee.
Le 22 juillet 2022, il rejoint Saint Johnstone.

## Palmarès
- Heart of Midlothian
  - Vainqueur de la Coupe d'Écosse en 2012.

- Australie -20 ans
  - Vainqueur du Championnat AFF des moins de 19 ans (en) en 2008.

### Distinctions personnelles
- Membre de l'équipe-type de Scottish Championship en 2025.

## Statistiques
| Saison    | Club                    | Pays                 | Championnat        | Coupes nationales | Coupes d'Europe | Australie |
| --------- | ----------------------- | -------------------- | ------------------ | ----------------- | --------------- | --------- |
| 2007-2008 | Heart of Midlothian     | Premier League       | 1 match            | -                 | -               | -         |
| 2008-2009 | Heart of Midlothian     | Premier League       | -                  | -                 | -               | -         |
| 2009-2010 | Ayr United              | 1st Division         | 28 matchs / 1 but  | 1 match           | -               | -         |
| 2010-2011 | Heart of Midlothian     | Premier League       | 8 matchs           | -                 | -               | -         |
| 2010-2011 | Partick Thistle         | 1st Division         | 7 matchs           | -                 | -               | -         |
| 2011-2012 | Heart of Midlothian     | Premier League       | 28 matchs / 2 buts | 6 matchs / 1 but  | 3 matchs (C3)   | -         |
| 2012-2013 | Heart of Midlothian     | Premier League       | 17 matchs          | 3 matchs          | 2 matchs (C3)   | 2 matchs  |
| 2012-2013 | Shandong Luneng Taishan | Chinese Super League | -                  | -                 | -               | -         |

Dernière mise à jour le 25 janvier 2013